# Phân họ Sẻ bụi
Phân họ Sẻ bụi (danh pháp khoa học: Saxicolinae) là một phân họ gồm các loài chim Cựu Thế giới nhỏ ăn côn trùng thuộc họ Đớp ruồi (Muscicapidae). Phân họ này bao gồm các loài đớp ruồi kiếm ăn trên mặt đất được tìm thấy ở châu Âu, châu Á và hầu hết các loài phía bắc là những loài di trú thường xuyên.
Các loài thuộc phân họ này trước đây thuộc họ Hoét (Turdidae), nhưng sau khi phân tích DNA di truyền, chúng hiện được coi là thuộc họ Đớp ruồi (Muscicapidae).

## Phân loại
Phân họ Saxicolinae
- Chi Tarsiger - Oanh đuôi nhọn (5 loài)
- Chi Luscinia (4 loài)
- Chi Calliope (4 loài)
- Chi Larvivora (8 loài)
- Chi Erithacus - Oanh châu Âu
- Chi Irania - Oanh họng trắng
- Chi Saxicola (khoảng 15 loài)
- Chi Pogonocichla - Oanh Swynnerton
- Chi Swynnertonia (1 loài)
- Chi Stiphrornis - Oanh rừng
- Chi Xenocopsychus - Sẻ bụi hang Angola
- Chi Saxicoloides - Oanh Ấn Độ (trước đây)
- Chi Cinclidium - Cổ đỏ trán xanh
- Chi Myiomela (3 loài)
- Chi Grandala - Chim lam cánh đen
- Chi Namibornis - Sẻ bụi Herero
- Chi Emarginata (3 loài)
- Chi Oenanthe (6 loài)
- Chi Myrmecocichla (8 loài)
- Chi Thamnolaea (2 loài)
- Chi Pinarornis - Sẻ bụi đá

Các chi thuộc phân họ Sẻ bụi thường không dùng tên "sẻ bụi" gồm:
- Chi Sheppardia - akalat (9 loài)
- Chi Cossyphicula - oanh-sẻ bụi bụng trắng (Có thể thuộc chi Cossypha)
- Chi Cossypha - oanh-sẻ bụi (15 loài, không bao gồm oanh-sẻ bụi bụng trắng)
- Chi Cichladusa - hoét cọ (3 loài)
- Chi Cercotrichas - oanh đồng cỏ (10 loài)
- Chi Myophonus - chim hét huýt sáo (9 loài)
- Chi Copsychus - chích chòe (12 loài)
- Chi Phoenicurus - đuôi đỏ thực sự (11 loài)
- Chi Enicurus - chích chòe nước (7 loài)
- Chi Cochoa - cô cô (4 loài)
- Chi Brachypteryx - hoét đuôi cụt (10 loài)
- Chi Heinrichia - hoét đuôi cụt lớn
- Chi Leonardina - Chích Bagobo
- Chi Oenanthe - wheatear (?) (khoảng 20 loài)

Các chi đuôi đỏ có thể thuộc phân họ này:
- Chi Chaimarrornis - đuôi đỏ đầu trắng
- Chi Rhyacornis (2 loài)